# Geopelia placida
Geopelia placida là một loài chim trong họ Columbidae.

## Hình ảnh

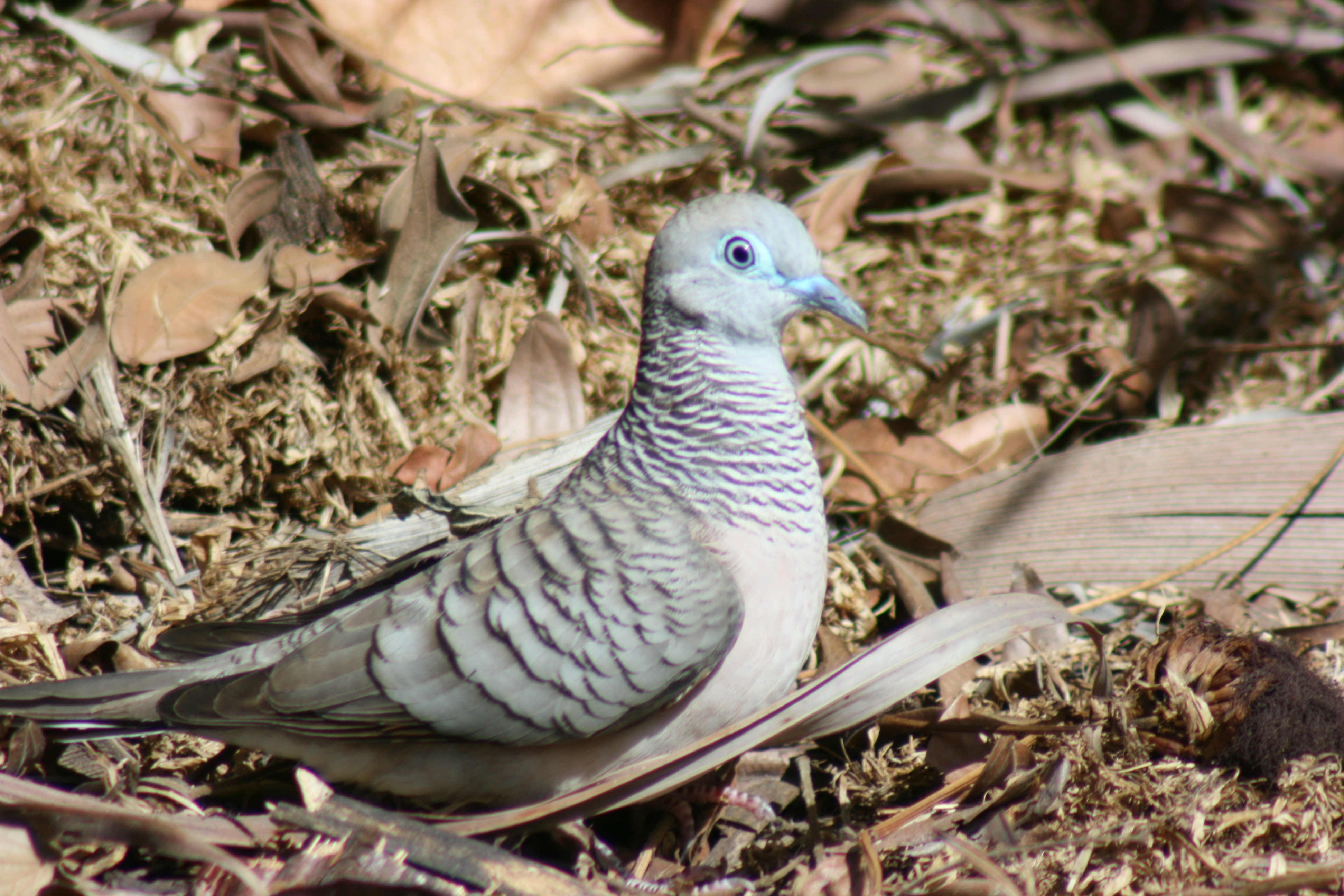
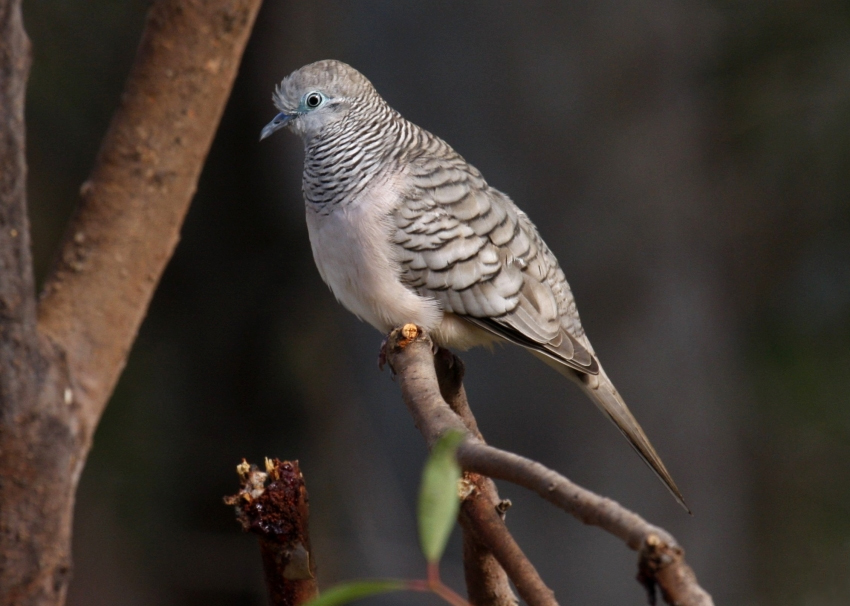
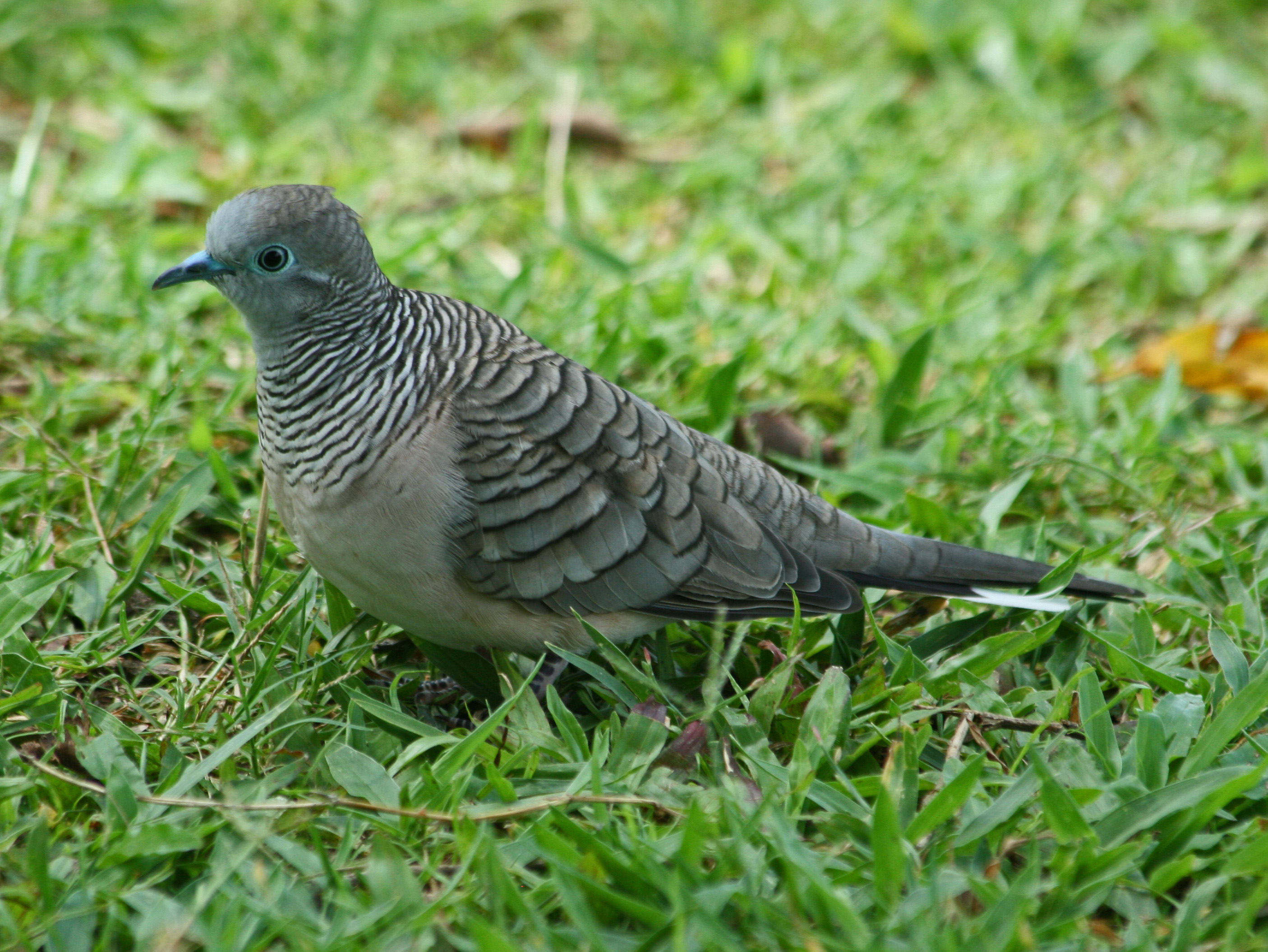
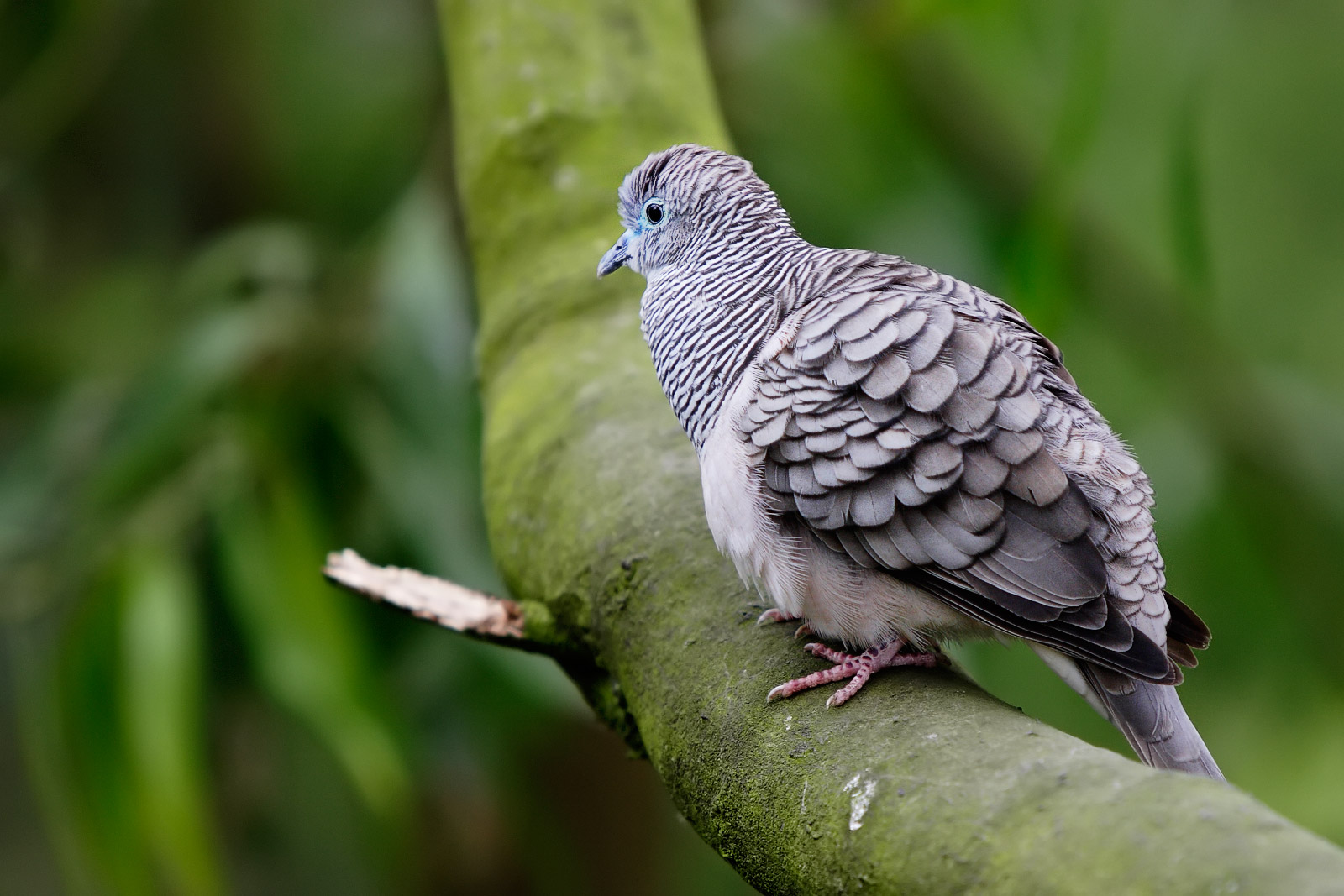